# 12. Międzynarodowy Festiwal Filmowy w Berlinie
Nagrody przyznane na festiwalu filmowym w Berlinie w roku 1962
| Nagroda (kategoria)                                           | Zdobywca nagrody                                | Kraj                                   |
| Międzynarodowe Jury filmów fabularnych                        | Międzynarodowe Jury filmów fabularnych          | Międzynarodowe Jury filmów fabularnych |
| ------------------------------------------------------------- | ----------------------------------------------- | -------------------------------------- |
| Złoty Niedźwiedź                                              | Rodzaj miłości, reż. John Schlesinger           | Wielka Brytania                        |
| Srebrny Niedźwiedź dla najlepszego reżysera                   | Francesco Rosi za Salvatore Giuliano            | Włochy                                 |
| Srebrny Niedźwiedź dla najlepszej aktorki                     | ex aequo: Rita Gam i Viveca Lindfors za No Exit | Argentyna                              |
| Srebrny Niedźwiedź dla najlepszego aktora                     | James Stewart za Pan Hobbs jedzie na wakacje    | USA                                    |
| Srebrny Niedźwiedź - nagroda nadzwyczajna jury                | Jon Young Sun za To The Last Day                | Korea Południowa                       |
| Międzynarodowe Jury filmów dokumentalnych i krótkometrażowych |                                                 |                                        |
| Srebrny Niedźwiedź - nagroda specjalna jury                   | Nicholas Balla                                  | Kanada                                 |
| Srebrny Niedźwiedź - nagroda specjalna jury                   | The Ancestors                                   | Nigeria                                |
| Srebrny Niedźwiedź - nagroda specjalna jury                   | Venedig                                         | Austria                                |
| Srebrny Niedźwiedź - nagroda specjalna jury                   | Test for the West: Berlin                       | RFN                                    |
| Srebrny Niedźwiedź - nagroda specjalna (film dokumentalny)    | Galapagos - Trauminsel im Pazifik               | RFN                                    |
| Złoty Niedźwiedź (film krótkometrażowy)                       | De werkelijkheid van Karel Appel                | Holandia                               |
| Srebrny Niedźwiedź (film krótkometrażowy)                     | Le Grand Magal de Touba                         | Senegal                                |

## Jury
W skład jury wchodzili:

### Międzynarodowe Jury filmów fabularnych
- King Vidor (USA)
- Max Gammeter (Szwajcaria)
- Hideo Kikumori (Japonia)
- André Michel (Francja)
- Emeric Pressburger (Wielka Brytania)
- Dolores del Río (Meksyk)
- Jurgen Schildt (Szwecja)
- Günther Stapenhorst sen. (RFN)
- Bruno E. Werner (RFN)

### Międzynarodowe Jury filmów dokumentalnych i krótkometrażowych
- Olavi Linnus (Finlandia)
- Dorothy Macpherson (Kanada)
- Abdallah Masbahi (Maroko)
- Karl Otto (RFN)
- Pia Maria Plechl (Austria)
- Fridolin Schmid (RFN)
- A.L. Srinivasan (Indie)